# لیونل مسی
لیونل آندرس ″لئو″ مسی (به اسپانیایی: Lionel Andrés ″Leo″ Messi؛ زادهٔ ۲۴ ژوئن ۱۹۸۷) بازیکن فوتبال اهل آرژانتین است که در پست مهاجم و به‌عنوان کاپیتان برای باشگاه فوتبال اینتر میامی در لیگ حرفه‌ای فوتبال و تیم ملی آرژانتین بازی می‌کند. او به‌طور گسترده به‌عنوان یکی از برترین بازیکنان تاریخ فوتبال شناخته می‌شود. وی تنها بازیکنی است که هشت بار برندهٔ توپ طلا و شش‌بار برندهٔ کفش طلای اروپا شده است. او در طول دوران حرفه‌ای‌اش، بیش از ۸۰۰ گل و ۳۵۰ پاس گل برای باشگاه و کشورش به ثمر رسانده و رکورد بیشترین تعداد گل (۶۷۲) را به عنوان بازیکن برای یک باشگاه (بارسلونا) دارد.
مسی قبل از ترک بارسلونا در سال ۲۰۲۱ که تمام دوران حرفه‌ای خود را آن گذرانده‌بود، توانست ۳۵ عنوان قهرمانی از جمله ۱۰ قهرمانی لا لیگا، ۷ قهرمانی کوپا دل ری، ۸ قهرمانی سوپرجام اسپانیا، ۴ قهرمانی لیگ قهرمانان اروپا، ۳ قهرمانی سوپرجام اروپا و ۳ قهرمانی جام باشگاه‌های جهان کسب کند. مسی به عنوان یک بازی‌ساز خلاق و یک گلزن حرفه‌ای، رکورد بیشترین گل در لا لیگا (۴۷۴)، بیشترین هت‌تریک در لا لیگا (۳۶) و لیگ قهرمانان اروپا (۸)و بیشترین پاس گل در لا لیگا (۱۹۲) و کوپا آمریکا (۱۷) را در کارنامه خود دارد. او همچنین همراه با کشورش قهرمان کوپا آمریکا ۲۰۲۱ و ۲۰۲۴، فینالیسیما ۲۰۲۲ و جام جهانی فوتبال ۲۰۲۲ شده است.
مسی در آرژانتین زاده و بزرگ شد، در سن ۱۳ سالگی به اسپانیا نقل مکان کرد تا به بارسلونا بپیوندد. او اولین بازی خود را در سن ۱۷ سالگی در اکتبر ۲۰۰۴ در بارسلونا انجام داد. مسی جایگاه خود را به عنوان بازیکنی جدایی‌ناپذیر برای این باشگاه در فصل ۰۹–۲۰۰۸ تثبیت کرد، جایی‌که اولین سه‌گانه خود را در فوتبال اسپانیا با بارسلونا کسب کرد و اولین توپ طلایش (۲۰۰۹) را در سن ۲۲ سالگی گرفت. سه فصل موفق بعد از آن، و با کسب سه توپ طلای متوالی دیگر (۲۰۱۰، ۲۰۱۱ و ۲۰۱۲)، او را به اولین بازیکنی تبدیل کرد که چهار بار برنده این جایزه شده است. در فصل ۲۰۱۲–۲۰۱۱، او رکورد بیشترین گل‌زده در یک فصل را در لا لیگا و اروپا به ثبت رساند و در عین حال خود را به عنوان بهترین گلزن تاریخ بارسلونا معرفی کرد. در دو فصل بعدی، مسی پس از کریستیانو رونالدو (رقیب حرفه‌ای او) در جایگاه دوم توپ طلا قرار گرفت، تا اینکه به بهترین فرم خود در فصل ۲۰۱۵–۲۰۱۴ رسید، بهترین گلزن تاریخ لا لیگا شد، بارسلونا را به دومین سه‌گانه تاریخی‌اش رساند و پس از آن پنجمین توپ طلا در سال ۲۰۱۵ به او اهدا شد. مسی در سال ۲۰۱۸، کاپیتانی بارسلونا را بر عهده گرفت، و در سال ۲۰۱۹ ششمین توپ طلایش را به دست آورد. او پس از جدایی از بارسلونا، در اوت ۲۰۲۱ با پاری سن ژرمن قرارداد امضا کرد و در دو فصل حضور خود در این باشگاه، دو بار قهرمان لیگ ۱ شد. مسی در ژوئیه ۲۰۲۳ به باشگاه آمریکایی اینتر میامی پیوست.
مسی در تیم ملی فوتبال آرژانتین، رکورد بیشترین بازی ملی را در اختیار دارد و همچنین بهترین گلزن تاریخ این کشور است. در سطح جوانان، او در سال ۲۰۰۵ قهرمان جام جهانی جوانان فیفا شد. سبک بازی او به عنوان یک دریبل‌زن کوتاه قامت و چپ‌پا باعث مقایسه او با هموطنش دیگو مارادونا شد که مسی را جانشین خود توصیف کرد. مسی اولین بازی خود در رده بزرگسالان را در اوت ۲۰۰۵ انجام داد؛ سپس جوان‌ترین آرژانتینی شد که در جام جهانی فوتبال (۲۰۰۶) بازی و گلزنی کرد و پس از آن به فینال کوپا آمریکا ۲۰۰۷ رسید و به عنوان بهترین بازیکن جوان مسابقات انتخاب شد. وی سپس مدال طلای المپیک در بازی‌های المپیک تابستانی ۲۰۰۸ را کسب نمود. به عنوان کاپیتان تیم ملی از اوت ۲۰۱۱، او آرژانتین را تا رسیدن به سه فینال متوالی هدایت کرد: جام جهانی ۲۰۱۴، و کوپا آمریکاهای ۲۰۱۵ و ۲۰۱۶، اما آرژانتین در هر سه فینال شکست خورد. مسی که برخلاف عملکردش در رده باشگاهی، تا مدت‌ها در رده ملی با تیم ملی کشورش ناکام بود، در نهایت توانست به قهرمانی کوپا آمریکا ۲۰۲۱ دست یابد و این موفقیت باعث شد تا او در سال ۲۰۲۱ به رکورد ۷ توپ طلا برسد. در سال ۲۰۲۲، او آرژانتین را تا قهرمانی جام جهانی ۲۰۲۲ هدایت کرد. مسی هفت گل از جمله دو گل در فینال به ثمر رساند، برای دومین بار برنده توپ طلای جام‌جهانی شد و با ۲۶ بازی، رکورد بیشترین تعداد بازی در تاریخ جام جهانی را شکست.
مسی از سال ۲۰۰۶ با شرکت آدیداس قرارداد دارد. طبق گزارش فرانس فوتبال، او بین سال‌های ۲۰۰۹ تا ۲۰۱۴ به مدت پنج سال از شش سال، پردرآمدترین فوتبالیست جهان بود و در سال‌های ۲۰۱۹ و ۲۰۲۲ توسط مجلهٔ فوربز، پردرآمدترین ورزشکار جهان شناخته شد. او در سال‌های ۲۰۱۱، ۲۰۱۲ و ۲۰۲۳ در میان ۱۰۰ فرد تأثیرگذار مجله تایم در جهان قرار داشت. مسی در سال‌های ۲۰۲۰ و ۲۰۲۳، جایزه لوریوس بهترین ورزشکار مرد سال را دریافت کرد که اولین فوتبالیست و اولین ورزشکار برندهٔ این جایزه از یک ورزش تیمی است. او دومین فوتبالیستی است که درآمدش از ۱ میلیارد دلار فراتر رفته است.

## اوایل زندگی
مسی در روزاریو، سانتا فه به‌دنیا آمد. پدرش خورخه هوراکیو مسی، کارگر کارخانه بود و مادرش سلیا ماریا کوچیتینی، نظافتچی نیمه‌وقت بود. تبار والدین مسی ایتالیایی است و به شهر آنکونا بازمی‌گردد. جد او، آنجلو مسی، در سال ۱۸۸۳ به آرژانتین مهاجرت کرد. لیونل دو برادر بزرگتر به نام‌های رودریگو و ماتیاس و یک خواهر به نام ماریا سل دارد. او از پنج سالگی فوتبال را در تیم گراندولی، تیمی که پدرش در آن زمان مربیش بود، آغاز کرد. او در سال ۱۹۹۵ به نیولز اولد بویز رفت تیمی که در همان شهر روزاریو قرار داشت. مسی پس از مدتی به عنوان شخصی جوان به یک نقطهٔ قوت در آن تیم تبدیل شد؛ او تنها یک بازی را در چهارسال بعدی حضورش از دست داد و در آنجا به ماشین شماره ۸۷ (سال تولد او) مشهور شد. در ۱۱ سالگی تشخیص داده‌شد که او با کمبود هورمون رشد مواجه است. ریور پلاته به پیشرفت مسی علاقه نشان داد اما تمایلی به پرداخت هزینه‌های درمان بیماری مسی که ۹۰۰ دلار در ماه بود، نداشت. کارلس رکساچ، مدیر ورزشی وقت باشگاه بارسلونا، توسط بستگان مسی در لیدا و کاتالونیا از استعداد او آگاه شده‌بود و مسی و خاله‌اش
آماده برای ترتیب دادن مذاکره با او بودند. رکساچ، بدون کاغذی در دست، پیشنهاد قرارداد مسی را بر روی دستمال کاغذی نوشت. بارسلونا پیشنهادِ پرداخت هزینه‌های درمانی را پذیرفت به شرط آنکه مسی حاضر به نقل مکان به اسپانیا باشد. مسی و پدرش به بارسلون نقل مکان کردند، جایی که او در آکادمی جوانان باشگاه ثبت نام کرد.

## شیوه بازی

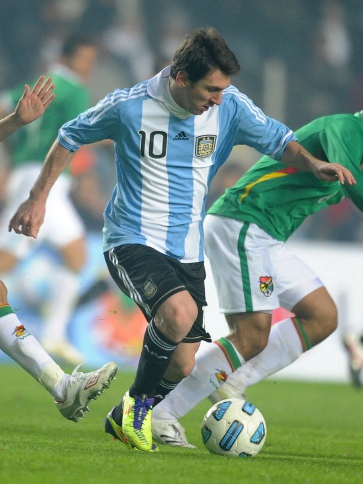
مسی که در سال ۲۰۱۱ برای آرژانتین بازی می‌کند، با هموطنش دیگو مارادونا مقایسه شده است

مسی به دلیل شباهتِ بازی و قد و قامتش با هموطنش دیگو مارادونا، با او مقایسه می‌شود. این قد و قامت مسی برای او نسبت به بازیکنان دیگر مرکز ثقل کمتری ایجاد می‌کند و او را فِرزتر و تغییر جهت‌هایش را سریع تر می‌کند و به او در گریز از تکل‌ها کمک زیادی می‌کند. پاهای کوتاه و قوی او در رقابت‌های کوتاهِ سرعتی به وی امکان برتری می‌دهد و پاهای سریعش باعث می‌شود که او به هنگام دریبل زنی با سرعت زیاد کنترلِ بهتری روی توپ داشته باشد. پپ گواردیولا مربی سابق مسی در بارسلونا بیان کرده که: «مسی تنها بازیکنی است که با توپ سریعتر از بدون توپ می‌دود.» مسی همانند مارادونا یک بازیکنِ چپ پا است. او معمولاً دریبل زنیِ خود را با بیرونِ پای چپش آغاز می‌کند؛ درحالی که با داخل پایش آن را به پایان می‌برد و به هم تیمی‌هایش پاس یا پاس گل می‌دهد. مسی به همراه مهاجم پرتغالی کریستیانو رونالدو به‌طور گسترده به عنوان یکی از دو بازیکن برتر جهان از نسل خود و یکی از بهترین بازیکن‌های تاریخ فوتبال شناخته می‌شود.
مسی معمولاً در ضدّ حمله‌ها دریبل زنی به سمت دروازه را بر عهده می‌گیرد و در بسیاری از موارد از نیمهٔ زمین یا از جناح راست این کار را آغاز می‌کند؛ اگرچه از او به عنوان بازیکنی با استعدادِ بازیِ تیمی به همراه دیدِ خوب یاد می‌شود و همواره برای پاس کاری او و ترکیب شدن فوق‌العاده اش به خصوص با ژاوی و اینیستا در تیم بارسلونا شناخته می‌شود. او همچنین پاس‌های دقیقی می‌دهد و یک پنالتی گیرِ ماهر است. مارادونا در مورد تواناییِ دریبل زنی مسی می‌گوید: «توپ به پایش می‌چسبد؛ من در حرفه‌ام بازیکنان بزرگی دیده‌ام، اما هیچ‌کس با قدرت کنترل توپ مسی ندیده‌ام.» مارادونا بیان کرده است که او اعتقاد دارد مسی در حال حاضر بهترین بازیکن جهان است.
مسی از لحاظ فنی نقش یک مهاجم آزاد و بازی سازِ مناسب را بازی می‌کند و برای ضربهٔ آخرهایش، سرعت حرکتش، دریبل زنی اش، تعادلش، جایگیری‌هایش، دید و توانایی پاسکاری اش شناخته می‌شود. او توانایی حمله از هر دو جناح و همچنین از مرکز محوطه جریمه را دارد. او حرفه اش را به عنوان مهاجم و بال چپ آغاز کرد اما توسط فرانک رایکارد مربی سابقش به جناح راست منتقل شد؛ چرا که رایکارد معتقد بود مسی از آن ناحیه می‌توانست در دفاع نفوذ کند و به سمت مرکز محوطه جریمه حرکت کند و با پای چپش به سمت دروازه شوت کند یا اینکه ترجیحاً به هم تیمی‌هایش پاس دهد. او اخیراً زیر نظر مربی اش گواردیولا در نقش ۹ کاذب بازی کرده است. این نقش بر اساس تمایل مسی برای نمایاندن خود به عنوان مهاجم وسط یا یک مهاجم تنها تعریف می‌شود؛ اگرچه او معمولاً به عمقِ موقعیت‌هایی بر می‌گردد که به مدافعان کمک می‌کند و همچنین برای بال‌های تیم، دیگر مهاجمان و هافبک‌های هجومی فضا ایجاد می‌کند تا به سمت جلو حرکت کنند. این نقش به مسی کمک می‌کند تا بتواند به هم تیمی‌هایش پاس گل دهد یا با فضایی که برایش ایجاد می‌شود شروع به دریبل زنی سریع کند، گلزنی نماید یا بازیِ هجومی بسازد. لئو در تیم ملی آرژانتین معمولاً در هرجای خط حمله بازی می‌کند. او بازی اش در تیم ملی را با به عنوان مهاجم یا بال شروع کرد اما تاکنون به خصوص تحت مربی‌گری مارادونا در نقش‌های عمقی تر بازی کرده است و در پست‌های هافبک هجومی و بازی ساز ایفای نقش کرده است.

از جمله انتقاداتی که به سبک بازی لیونل مسی وارد می‌شود، میزان دوندگی او در جریان بازی است، به اعتقاد برخی منتقدان، مسی در کارهای دفاعی تیم شرکت نمی‌کند و همین باعث می‌شود که کار هم تیمی‌های او در امور دفاعی سخت‌تر شود. با این حال پپ گواردیولا مربی سابق مسی در این باره می‌گوید: 
او هرگز از جریان بازی خارج نیست. راست، چپ، چپ، راست. او بو می‌کشد که کدام یک از مدافعان حریف ضعیف‌تر هستند. او بعد از پنج یا ده دقیقه نقشه خود را در سر دارد. او می‌داند که به عنوان مثال اگر من در قسمتی از زمین حاضر شوم موقعیت بهتری برای حمله کردن خواهم داشت.

### مقایسه با کریستیانو رونالدو

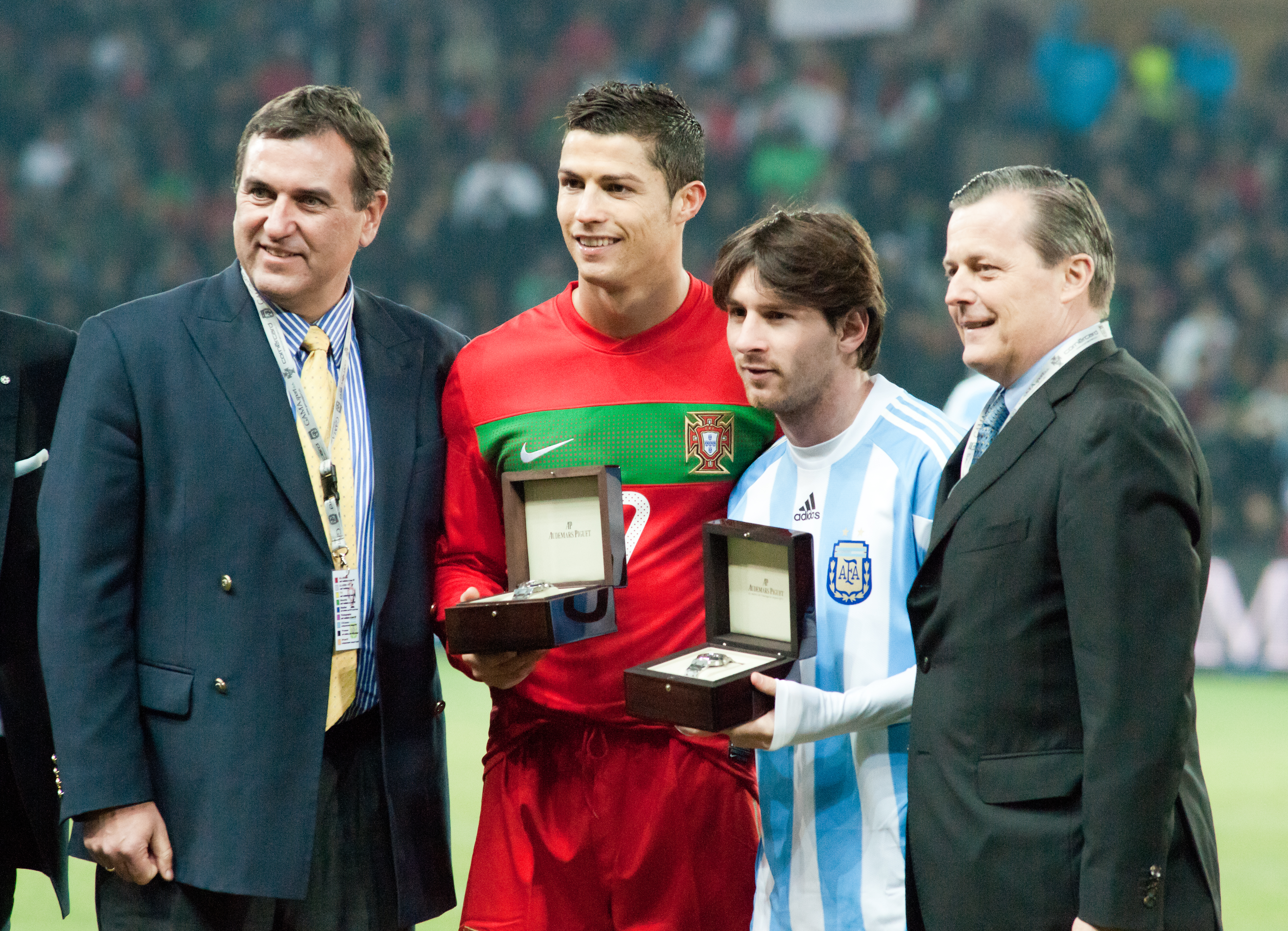
مسی و کریستیانو رونالدو قبل از بازی دوستانه بین پرتغال آرژانتین در ژنو سوییس، ۹ فوریه ۲۰۱۱

هردو بازیکن در دو فینال لیگ قهرمانان اروپا گلزنی کرده‌اند و همچنین رکورد ۵۰ گل در یک فصل را به نام خود ثبت کرده‌اند. این دو بازیکن بیش از ۴۰۰ گل برای باشگاه و تیم ملی کشورشان به ثمر رسانده‌اند. کارشناسان و روزنامه‌نگاران ورزشی
همواره در مورد شایستگی‌های این دو بازیکن بحث دارند و تلاش می‌کنند تا به اثبات برسانند که چه کسی از نظر آن‌ها بهترین بازیکن فوتبال مدرن است. این مقایسه به تقابل افسانه‌های ورزشی تاریخ، مانند رقابت محمد علی کلی و جو فریزیر در بوکس، تقابل بیورن بوری و پاتریک مک‌انرو در تنیس و هماوردیِ آیرتون سنا و آلن پروست در فرمول یک تشبیه شده است. مسی ۶۷۲ گل در ۷۷۸ بازی برای بارسلونا به ثمر رسانده است و رونالدو ۵۲۲ گل در ۷۱۴ بازی برای اسپورتینگ لیسبون، منچستر یونایتد و رئال مادرید به ثمر رسانده است.

حتی قبل از آنکه او [رونالدو] با مادرید قرارداد امضاء کند، می‌دانستم در سال‌های آینده رقیب بزرگی برای من خواهد بود.

مسی درحال اظهارنظر درمورد رقابتش با رونالدو
بعضی مفسران ورزشی ترجیح می‌دهند تفاوت‌های فیزیکی این دو بازیکن را مورد بررسی قرار دهند، درحالی که محور بخشی از مناظره‌ها حولِ تقابل خلاقیت‌های این دو بازیکن می‌چرخد: رونالدو به عنوان یک بازیکن خودمحور و نمایشی توصیف می‌شود، در حالی که مسی به عنوان یک شخصیت خجالتی و متواضع معرفی می‌شود.
علاوه بر رقابت تنگاتنگ مسی و رونالدو در دو تیم بارسلونا و رئال مادرید، این دو بازیکن هر فصل حداقل دو بار در بزرگ‌ترین رقابت باشگاهی دنیا، ال کلاسیکو که در مارس ۲۰۱۴ دارای ۴۰۰ میلیون بیننده در سراسر جهان بود با یکدیگر مواجه می‌شوند. آن‌ها بیرون از زمین فوتبال چهرهٔ اصلی دو غول پوشاک ورزشی هستند. (مسی برای آدیداس و رونالدو برای نایک) رونالدو و مسی که دارای بالاترین دستمزد در فوتبال هستند در میان ثروتمندترین ستاره‌های ورزشی جهان قرار دارند: رونالدو در سال ۲۰۱۳ با ۸۰ میلیون دلار دستمزد در جایگاه دوم و مسی با ۶۴/۷ میلیون دلار دستمزد در جایگاه چهارم قرار دارد. این دو بازیکن در مجموع با ۱۳۸ میلیون طرفدار در فیسبوک، تا مه ۲۰۱۴ بیشترین دنبال‌کننده‌های رسانه‌های اجتماعی در جهان را میان شخصیت‌های ورزشی دارا هستند.
بسیاری از شخصیت‌های ورزشی دنیا از مسی و رونالدو به عنوان بهترین بازیکنان نسل خود یاد می‌کنند؛ از جمله یوهان کرایف، دیگو مارادونا، و رونالدوی برزیلی. هر دو بازیکن از سال ۲۰۰۸ هر سال به عنوان بهترین بازیکن جهان توسط فیفا انتخاب شده‌اند: بازیکن سال فوتبال جهان (رونالدو ۲۰۰۸، مسی ۲۰۰۹) و توپ طلای فیفا (مسی ۲۰۱۲٬۲۰۱۱٬۲۰۱۰ و رونالدو ۲۰۱۳). سرمربی سابق کریستیانو رونالدو در رئال مادرید، خوزه مورینیو بیان کرده است: «اگر مسی و رونالدو در دوره‌های زمانی متفاوتی متولد شده بودند، می‌توانستند بر صحنهٔ فوتبال حکمرانی کنند و هرکدام ۱۰ توپ طلای فیفا را تصاحب کنند.»

## خارج از زمین فوتبال

### زندگی شخصی

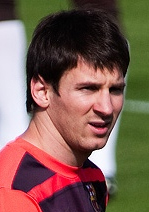
مسی در سال ۲۰۰۹

او مدتی با ماکارنو لموس (که او هم اهل روزاریو بود) رابطهٔ عاطفی داشت. گفته می‌شود چند روز بعد از بهبود یافتن مسی از بند مصدومیت و چند روز مانده به جام جهانی ۲۰۰۶، این دختر توسط پدرش به او معرفی شده است. همچنین او رابطه‌ای با مدل آرژانتینی، لوچیانو سالازار داشته است.
مسی در ژانویهٔ ۲۰۰۹ در برنامه «هت‌تریک بارسا» که از کانال ۳۳ پخش می‌شد گفت: «من یک دوست‌دختر دارم که در آرژانتین زندگی می‌کند. من راحت و خوشحال هستم.» لئو در کارناوالی در شهر سیتخس بعد از داربی بارسلونا-اسپانیول با دختری به نام آنتونلا روکازو دیده شد. روکازو نیز اهل روزاریو است. مسی در ۲ ژوئن ۲۰۱۲ در بازی در مرحلهٔ مقدماتی جام جهانی ۲۰۱۴ مقابل اکوادور گلزنی کرد و یک پاس گل داد و برد ۴–۰ آرژانتین را رقم زد. او در بازی و بعد از به ثمر رساندن گل، بیست و سومین گلی ملی اش برای آرژانتین را هنگامی که دوست دخترش در هفتهٔ دوازدهمِ حاملگی اش به سر می‌برد، با قرار دادن یک توپ زیر تی تیشرتش جشن گرفت. روکازو در پستی در توییتر اعلام کرد که انتظار دارد فرزندش در ماه سپتامبر به دنیا بیاید.
سرانجام فرزند مسی که او و دوست دخترش نام او را تیاگو گذاشته بودند در ۲ نوامبر ۲۰۱۲ به دنیا آمد و او برای اولین بار پدر شد. مسی در صفحهٔ فیسبوکش پستی در مورد پدر شدنش گذاشت: "امروز من خوشبخت‌ترین مرد دنیا هستم، پسرم به دنیا آمد و خدا را برای این هدیه شکر می‌کنم!" لئو نام پسرش و همچنین اثر دست او را بر ساق پای چپش خالکوبی کرد.
مسی برای جشن گرفتن تولد پسر اولش، خود و پسرش را عضو کمپین تبلیغاتی یونیسف کرد. کسانی که در کمپینِ رسانه‌ای-اجتماعی ثبت نام و شرکت می‌کردند شانس این را داشتند تا یک جفت از کفش‌های مسی یا تی شرت امضاء شدهٔ او را برنده شوند.
مسی سه پسر خاله دارد که آن‌های هم بازیکن فوتبال هستند: ماکسی بیانکوچی که در تیم باهیای برزیل در پست بال بازی می‌کند و همانند مسی اهل روزاریو است و فرزند مارسلا کوچیتینی، خواهرِ سلیا ماریا مادر مسی است که تقریباً سه سال از مسی کوچک‌تر است. پسرخاله دیگر لئو، برونوی ۱۴ ساله است که در تیم جوانان نیوول بازی می‌کند. امانوئل بیانکوچی پسر خالهٔ دیگر مسی است که در پست هافبک برای تیم باهیا در برزیل در کنار برادر خود ماکسی مشغول به بازی است.
مسی که یک مسیحی کاتولیکِ معتقد است در سال ۲۰۱۳ به همراه بوفون دروازه‌بان تیم ملی ایتالیا، با پاپ فرانسیس که خود طرفدار یک تیم آرژانتینی به نام سن لورنزو است در واتیکان دیدار کرد و گفت: «بی شک امروز یکی از خاصترین روزهای زندگی من است. ما باید هم داخل و هم بیرون زمین فوتبال بهتر باشیم.»
مسی از زمانی که به اسپانیا رفته است رابطهٔ نزدیک خود را با روزاریو و خانواده اش حفظ کرده است و برای حمایت از آن‌ها گام‌های بلندی برداشته است. او روزانه از طریق تلفن و پیام‌های متنی با دوستان و خانوادهٔ خود در ارتباط است. یک بار زمانی که او در بوینس آیرس در حال تمرین با تیم ملی آرژانتین بود بلافاصله بعد از تمرین فاصلهٔ سه ساعته تا روزاریو را با ماشین پیمود و شام را با خانواده اش صرف کرد و شب را با آن‌ها گذراند و روز بعد برای تمرین به بوینس آیرس بازگشت. لئو همچنین مالکیت خانهٔ قدیمیش در روزاریو را حفظ کرده است؛ اگرچه خانواده اش دیگر در آنجا زندگی نمی‌کنند. او یک پنت هاوس در یک ساختمان مسکونیِ اختصاصی تهیه کرده که مادرش در آن زندگی می‌کند (پدرش بیشتر وقتش را با او در اسپانیا صرف می‌کند).
دومین پسر مسی، متئو، در ۱۱ سپتامبر ۲۰۱۵ به دنیا آمد و سومین پسرش، چیرو در ۱۰ مارس ۲۰۱۸ به دنیا آمد.

### امور خیریه
مسی در سال ۲۰۰۷ بنیاد لئو مسی را تأسیس کرد. این بنیاد یک مؤسسهٔ خیریه است که وظیفهٔ حمایت از امور درمانی و تحصیلیِ کودکان آسیب‌پذیر را بر عهده دارد. با توجه به سختی‌های درمانی-پزشکی که لیونل مسی در دوران کودکی با آن‌ها دست و پنجه نرم می‌کرد، بنیاد لئو مسی پیشنهاد حمایت از درمانِ کودکانی که در اسپانیا نیازمندِ درمان تشخیص داده شده‌اند را مطرح کرد و حمایت مالی برای هزینه‌های انتقال، بیمارستان و بهبودی را بر عهده گرفت. بنیاد مسی توسط سرمایهٔ شخصی خود او و با کمکِ شرکت هربالایف تأمین می‌شود.
مسی در ۱۱ مارس ۲۰۱۰ به عنوان سفیر صلح یونیسف انتخاب شد. فعالیت‌های مسی به عنوان سفیر صلحِ یونیسف شامل حمایت از حقوق کودکان می‌شود. مسی در این زمینه توسط بارسلونا که خود همکاری زیادی با یونیسف دارد حمایت می‌شود.
او و نیولز اختلاف عمومی طولانی مدت خود را پایان بخشیده‌اند. مسی برای آکادمی جوانانِ باشگاه، ساختمان یک خوابگاه شبانه‌روزی را در استادیوم نیوولز احداث نموده است. وی همچنین یک ورزشگاهِ کوچک نیز برای باشگاه ساخته است. نیوولز نیز برای ابراز خشنودی از پایان اختلافشان با مسی برنامه دارد تا یک کارتِ خاصِ عضویت در باشگاه را به نام پسر مسی تدوین و چاپ نماید.
مسی در مارس ۲۰۱۳ ششصد هزار یورو برای بازسازی یک بیمارستانِ کودکان در زادگاهش روزاریو در آرژانتین اهدا کرد. این پول برای بازسازی واحد تومورشناسی و غدهشناسی در بیمارستان کودکان جِی ویلِلا به کار رفت و هم چنین به عنوان هزینهٔ سفر پزشکان به بارسلونا جهت درمان بیماران به کار گرفته شد.

### ثروت
مجلهٔ فرانس فوتبال در مارس ۲۰۱۰ مسی را با ۳۳ میلیون یورو(۴۵ میلیون دلار) درآمد حاصل از حقوق، پاداش‌ها و درآمدهای غیر فوتبالیِ او در ۱۲ ماه گذشته، در ردیف اول پولدارترین بازیکن فوتبال‌های دنیا، بالاتر از دیوید بکهام و کریستیانو رونالدو قرار داد. مجلهٔ فوربز در می ۲۰۱۴ مسی را با ۶۵ میلیون دلار دستمزد در ۱۲ ماه گذشته، در ردهٔ دوم لیستِ پردرآمدترین بازیکنان فوتبال پایین‌تر از کریستیانو رونالدو قرار داد.

### دستمزد
بارسلونا در دسامبر ۲۰۱۲ اعلام کرد که یک قرارداد پنج ساله را با مسی امضاء خواهد کرد که او را تا سال ۲۰۱۸ در باشگاه نگه خواهد داشد و حقوق پایهٔ او تا ۱۶ میلیون یورو(۲۱/۲ میلیون دلار) افزایش می‌یابد که در نتیجه او بیشترین حقوق را در بین بازیکنانِ فوتبال جهان خواهد داشت. ارزش مالی رسمیِ مسی برای باشگاه ۲۵۰ میلیون یورو باقی ماند.

### ضمانت‌های تبلیغاتی
مسی در سپتامبر ۲۰۱۲ سفیر جهانی تبلیغاتی تورکیش ایرلاینز شد. او به همراه کوبی برایانت، ستارهٔ اتحادیه ملی بسکتبال (اِن-بی-اِی) برای این خط هوایی در یک آگهی تبلیغاتی حضور پیدا کرد. در آخرین آگهی تبلیغاتی این خط هوایی، این دو با هم بر سرِ جلب توجهِ یک پسر رقابت می‌کنند. لئو در سال ۲۰۱۲ در یک آگهی تلویزیونی برای شویندهٔ صورتِ ژاپنیِ اسکالپ-دی حضور داشت. وی در دسامبر ۲۰۱۳ به همراه ۱۰ بازیکن دیگر از سراسر جهان در یک آگهی تبلیغاتی متعلق به شرکت کره‌ایِ سامسونگ، به عنوان کاپیتان تیم گالاکسی ۱۱ که توسط فرانتس بکن‌باوئر هدایت می‌شد حضور پیدا کرد.
مسی در فوریه ۲۰۱۴ به همراه ستارهٔ تنیس راجر فدرر در لیگ آگهی تبلیغاتی متعلق به ژیلت حضور پیدا کرد. او به عنوان چهرهٔ جهانیِ کمپین بین‌المللی فوتبالِ شرکت اعلام شد. ژیلت همچنین به عنوان حامی مالی، شریکِ بنیاد لئو مسی شده است.

### تخلف مالیاتی
پدر مسی، خورخه هوراسیو مسی به دلیل عدم پرداختِ چهار میلیون یورو از مالیاتش در خلال سال‌های ۲۰۰۷ تا ۲۰۰۹، مورد پیگرد قانونی قرار گرفت. مسی و پدرش متهم شده‌اند که به وسیلهٔ انتقال سرمایهٔ خود از طریق کشورهای پادشاهی متحده و سوئیس، به تعدادی از شرکت‌های پوششیِ مالیات در اروگوئه و بلیز و پوششِ مالیات بر درآمدهای بازرگانی و تبلیغاتیِ خود در اسپانیا، از پرداخت حدود ۴ میلیون و ۱۶۵ هزار یورو امتناع کرده‌اند.
پدر مسی در اوت ۲۰۱۳ برای پوششِ مالیات‌های پرداخت نشدهٔ خود بیش از ۵ میلیون یورو به همراه بهره‌اش پرداخت کرد. بازرس پرونده موافقت کرد که خورگه مسئول طرح مالیاتی بوده و پیشنهاد کرد تا اتهامات بر لئو ملغی شوند. البته دادگاهی در بارسلون اظهار کرد مدارک کافی در اختیار دارد که ثابت می‌کند مسیِ جوان از این طرح فرار مالیاتی با خبر بوده و رضایت داشته است و هردوی آن‌ها را برای پاسخگویی به اتهامات وارده در پاییز ۲۰۱۴ فراخواند.
نام وی به عنوان یکی از افراد متخلف موجود در اسناد پاناما به عنوان پولشو درج شده است.
دادگاهی در بارسلونا او را به اتهام پرداخت نکردن ۴/۱ میلیون یورو مالیات به ۲۱ ماه زندان محکوم کرد. پدر این بازیکن نیز بخاطر دست داشتن در این ماجرا مجرم شناخته شد. با این حال نبود سابقه کیفری در پرونده مسی از یک سو و کمتر از دو سال بودن حکم زندان وی می‌تواند راه نجات را برای بهترین بازیکن جهان باز کند.

### حضور در رسانه‌ها

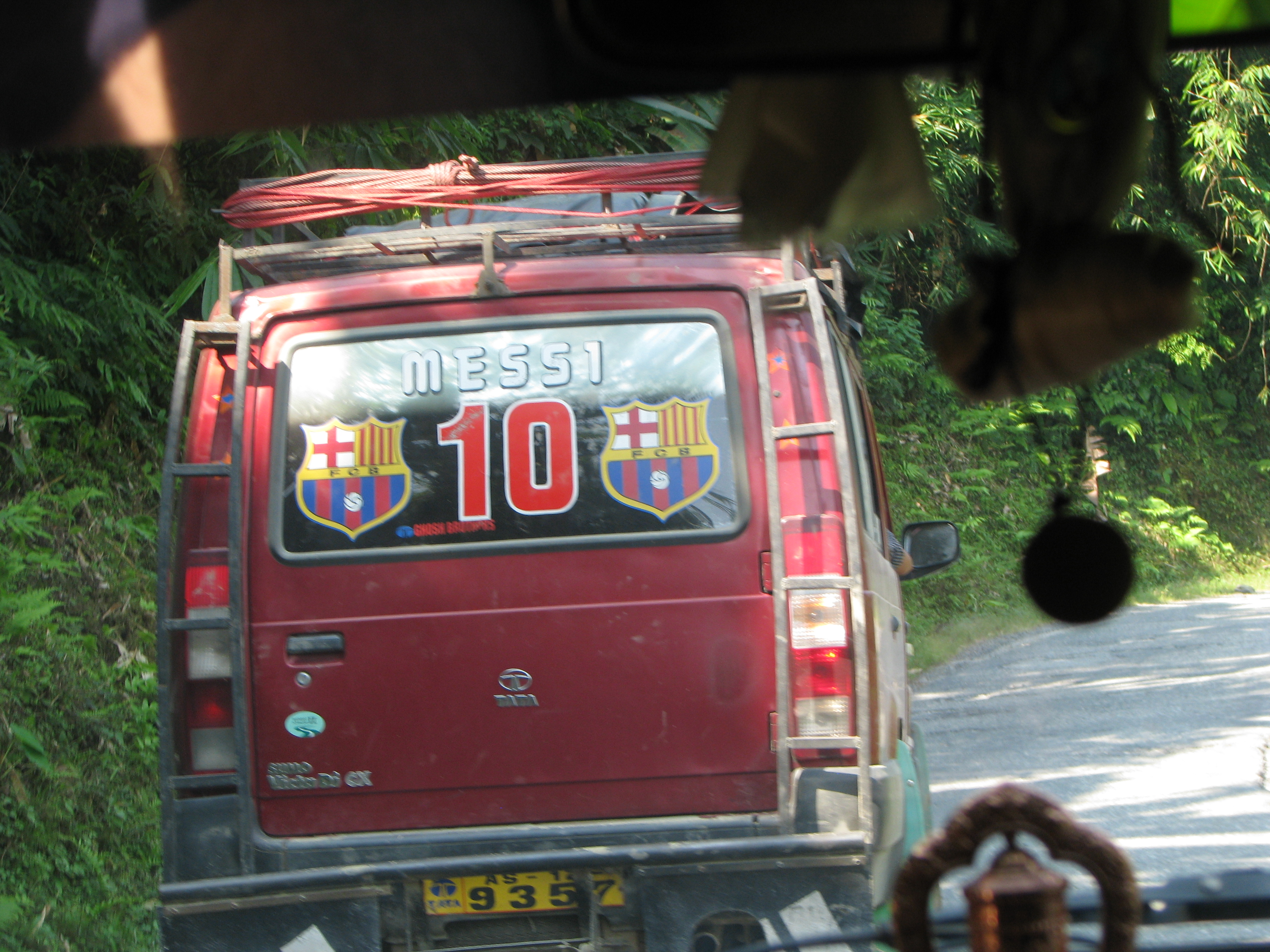
نمونه‌ای از محبوبیت و تأثیرگذاری لیونل مسی در هندوستان

تصاویر او به شکلی برجسته روی جلد بازی‌های فوتبال تکاملی حرفه‌ای ۲۰۰۹ و ۲۰۱۱ و فیفا ۱۳ و فیفا ۱۶ بوده‌اند. همچنین تصویر مسی به همراه فرناندو تورس بر جلد بازی فوتبال تکاملی حرفه‌ای ۲۰۱۰ بود و او در فرایندِ موشن کپچرینگ و تریلرِ بازی حضور داشت. همچنین تصویر مسی در سال ۲۰۱۱ به عنوان عکس روی جلدِ رقیب سری بازی‌های فوتبال تکاملی حرفه‌ای یعنی فیفا معرفی شد و شروع حضور او، نقش بستن عکس او بر کاورِ بازی فیفا خیابانی بود که در سال ۲۰۱۲ عرضه شد. لئو برای کاورِ بازی‌های فیفا ۱۳ و فیفا ۱۴ نیز انتخاب شد. شرکت آلمانیِ پوشاک ورزشیِ آدیداس حامی تبلیغاتی لیونل مسی است و او در تبلیغات تلویزیونی این شرکت حضور دارد. لئو در ژوئن ۲۰۱۰ یک قرارداد سه ساله با هربالایف امضاء کرد که قبل از آن حامی بنیاد لئو مسی نیز بود.
مسی در سال‌های ۲۰۱۱ و ۲۰۱۲ دو بار در تایم ۱۰۰، لیست سالانهٔ تأثیرگذارترین اشخاصِ جهان در مجلهٔ تایم جای گرفت.
صفحهٔ رسمی لیونل مسی در فیسبوک در آوریل ۲۰۱۱ در چند ساعت اولیهٔ آغاز به کارش بیش از شش میلیون دنبال‌کننده پیدا کرد و در سال ۲۰۱۳ بعد از کریستیانو رونالدو دومین شخصیت ورزشی شد که در فیسبوک بیش از ۵۰ میلیون دنبال‌کننده دارد.
مسی در سال ۲۰۱۳ از سوی مجلهٔ اسپورتزپرو در لیستِ پولسازترین ورزشکاران جهان بعد از نیمار در جایگاه دوم قرار گرفت.
جواهرساز ژاپنی گینزا تاکانا با استفاده از قالبِ پای چپ مسی یک تندیس طلا به وزن ۲۵ کیلوگرم(۵۵پوند) ساخت که در مارس ۲۰۱۳ برای کمک به قربانیان زمین‌لرزه و سونامی توهوکو در سال ۲۰۱۱ در ژاپن به مبلغ ۵/۲۵ میلیون دلار به فروش رفت.

### حمله سایبری به صفحه فیس‌بوک
بعد از مشخص شدن قرعه رقابت‌های جام جهانی فوتبال ۲۰۱۴ و هم گروه شدن ایران، نیجریه، بوسنی و آرژانتین در گروه اف رقابت‌ها، صفحه فیس‌بوک لیونل مسی مورد هجوم بیش از ۳۰ هزار کامنت‌های توهین‌آمیز به زبان فارسی قرار گرفت. پس از هجوم برخی هواداران افراطی به صفحه فیس‌بوک مسی، صدها ایرانی هم در صفحه مسی از او به خاطر رفتارهای آن‌ها عذرخواهی کردند و صفحات جدیدی برای عذرخواهی از او ایجاد شد.
این حرکت ناپسند بازتاب گسترده‌ای در رسانه‌های بین‌المللی داشت. روزنامه «ال‌موندو» یکی از روزنامه‌های معتبر اسپانیایی در گزارشی اعلام کرد که هواداران ایرانی با حمله به صفحه شخصی مسی جملات ناپسندی را به این بازیکن نسبت دادند.
بعضی دیگر از رسانه‌های آلمانی و اسپانیایی نظیر اسپورت و اشپیگل نیز به حمله برخی از ایرانی‌ها به صفحه لیونل مسی در فیس‌بوک پرداختند.

## آمار

### باشگاهی
به‌روز شده در ۱۰ نوامبر ۲۰۲۴
| باشگاه            | فصل               | لیگ  | لیگ |
| باشگاه            | فصل               | بازی | گل  |
| ----------------- | ----------------- | ---- | --- |
| بارسلونا سی       | ۲۰۰۳–۰۴ ۳ª        | ۱۰   | ۵   |
| مجموع بارسلونا سی | مجموع بارسلونا سی | ۱۰   | ۵   |
| بارسلونا بی       | ۲۰۰۳–۰۴ ۲ªB       | ۵    | ۰   |
| بارسلونا بی       | ۲۰۰۴–۰۵ ۲ªB       | ۱۷   | ۶   |
| مجموع بارسلونا بی | مجموع بارسلونا بی | ۲۲   | ۶   |
| مجموع آمار        | مجموع آمار        | ۳۲   | ۱۱  |

| باشگاه       | فصل        | لا لیگا | لا لیگا | لا لیگا | کوپا دل ری      | کوپا دل ری       | کوپا دل ری       | لیگ قهرمانان اروپا | لیگ قهرمانان اروپا | لیگ قهرمانان اروپا    | سوپرجام اسپانیا       | سوپرجام اسپانیا       | سوپرجام اسپانیا       | سوپرجام اروپا | سوپرجام اروپا | سوپرجام اروپا | جام باشگاه‌های جهان | جام باشگاه‌های جهان | جام باشگاه‌های جهان | مجموع | مجموع | مجموع  |
| باشگاه       | فصل        | بازی    | گل      | پاس گل  | بازی            | گل               | پاس گل           | بازی               | گل                 | پاس گل                | بازی                  | گل                    | پاس گل                | بازی          | گل            | پاس گل        | بازی               | گل                 | پاس گل             | بازی  | گل    | پاس گل |
| ------------ | ---------- | ------- | ------- | ------- | --------------- | ---------------- | ---------------- | ------------------ | ------------------ | --------------------- | --------------------- | --------------------- | --------------------- | ------------- | ------------- | ------------- | ------------------ | ------------------ | ------------------ | ----- | ----- | ------ |
| بارسلونا     | ۲۰۰۴–۲۰۰۵  | ۷       | ۱       | ۰       | ۱               | ۰                | ۰                | ۱                  | ۰                  | ۰                     | _                     | _                     | _                     | _             | _             | _             | _                  | _                  | _                  | ۹     | ۱     | ۰      |
| بارسلونا     | ۲۰۰۵–۲۰۰۶  | ۱۷      | ۶       | ۳       | ۲               | ۱                | ۰                | ۶                  | ۱                  | ۱                     | ۰                     | ۰                     | ۰                     | _             | _             | _             | _                  | _                  | _                  | ۲۵    | ۸     | ۴      |
| بارسلونا     | ۲۰۰۶–۲۰۰۷  | ۲۶      | ۱۴      | ۲       | ۲               | ۲                | ۱                | ۵                  | ۱                  | ۰                     | ۲                     | ۰                     | ۰                     | ۱             | ۰             | ۰             | ۰                  | ۰                  | ۰                  | ۳۶    | ۱۷    | ۳      |
| بارسلونا     | ۲۰۰۷–۲۰۰۸  | ۲۸      | ۱۰      | ۱۲      | ۳               | ۰                | ۰                | ۹                  | ۶                  | ۱                     | _                     | _                     | _                     | _             | _             | _             | _                  | _                  | _                  | ۴۰    | ۱۶    | ۱۳     |
| بارسلونا     | ۲۰۰۸–۲۰۰۹  | ۳۱      | ۲۳      | ۱۱      | ۸               | ۶                | ۲                | ۱۲                 | ۹                  | ۵                     | _                     | _                     | _                     | _             | _             | _             | _                  | _                  | _                  | ۵۱    | ۳۸    | ۱۸     |
| بارسلونا     | ۲۰۰۹–۲۰۱۰  | ۳۵      | ۳۴      | ۱۰      | ۳               | ۱                | ۰                | ۱۱                 | ۸                  | ۰                     | ۱                     | ۲                     | ۰                     | ۱             | ۰             | ۱             | ۲                  | ۲                  | ۰                  | ۵۳    | ۴۷    | ۱۱     |
| بارسلونا     | ۲۰۱۰–۲۰۱۱  | ۳۳      | ۳۱      | ۱۸      | ۷               | ۷                | ۳                | ۱۳                 | ۱۲                 | ۳                     | ۲                     | ۳                     | ۰                     | _             | _             | _             | _                  | _                  | _                  | ۵۵    | ۵۳    | ۲۴     |
| بارسلونا     | ۲۰۱۱–۲۰۱۲  | ۳۷      | ۵۰      | ۱۶      | ۷               | ۳                | ۴                | ۱۱                 | ۱۴                 | ۵                     | ۲                     | ۳                     | ۲                     | ۱             | ۱             | ۱             | ۲                  | ۲                  | ۱                  | ۶۰    | ۷۳    | ۲۹     |
| بارسلونا     | ۲۰۱۲–۲۰۱۳  | ۳۲      | ۴۶      | ۱۲      | ۵               | ۴                | ۱                | ۱۱                 | ۸                  | ۳                     | ۲                     | ۲                     | ۰                     | _             | _             | _             | _                  | _                  | _                  | ۵۰    | ۶۰    | ۱۶     |
| بارسلونا     | ۲۰۱۳–۲۰۱۴  | ۳۱      | ۲۸      | ۱۱      | ۶               | ۵                | ۳                | ۷                  | ۸                  | ۰                     | ۲                     | ۰                     | ۰                     | _             | _             | _             | _                  | _                  | _                  | ۴۶    | ۴۱    | ۱۴     |
| بارسلونا     | ۲۰۱۴–۲۰۱۵  | ۳۸      | ۴۳      | ۲۰      | ۶               | ۵                | ۴                | ۱۳                 | ۱۰                 | ۶                     | _                     | _                     | _                     | _             | _             | _             | _                  | _                  | _                  | ۵۷    | ۵۸    | ۳۰     |
| بارسلونا     | ۲۰۱۵–۲۰۱۶  | ۳۳      | ۲۶      | ۱۶      | ۵               | ۵                | ۶                | ۷                  | ۶                  | ۱                     | ۲                     | ۱                     | ۰                     | ۱             | ۲             | ۱             | ۱                  | ۱                  | ۰                  | ۴۹    | ۴۱    | ۲۴     |
| بارسلونا     | ۲۰۱۶–۲۰۱۷  | ۳۴      | ۳۷      | ۱۱      | ۷               | ۵                | ۳                | ۹                  | ۱۱                 | ۲                     | ۲                     | ۱                     | ۲                     | _             | _             | _             | _                  | _                  | _                  | ۵۲    | ۵۴    | ۱۸     |
| بارسلونا     | ۲۰۱۷–۲۰۱۸  | ۳۶      | ۳۴      | ۱۲      | ۶               | ۴                | ۴                | ۱۰                 | ۶                  | ۲                     | ۲                     | ۱                     | ۰                     | _             | _             | _             | _                  | _                  | _                  | ۵۴    | ۴۵    | ۱۸     |
| بارسلونا     | ۲۰۱۸–۲۰۱۹  | ۳۴      | ۳۶      | ۱۳      | ۵               | ۳                | ۳                | ۱۰                 | ۱۲                 | ۳                     | ۱                     | ۰                     | ۱                     | _             | _             | _             | _                  | _                  | _                  | ۵۰    | ۵۱    | ۲۰     |
| بارسلونا     | ۲۰۱۹–۲۰۲۰  | ۳۳      | ۲۵      | ۲۲      | ۲               | ۲                | ۱                | ۸                  | ۳                  | ۴                     | ۱                     | ۱                     | ۰                     | _             | _             | _             | _                  | _                  | _                  | ۴۴    | ۳۱    | ۲۷     |
| بارسلونا     | ۲۰۲۰–۲۰۲۱  | ۳۵      | ۳۰      | ۹       | ۵               | ۳                | ۱                | ۶                  | ۵                  | ۲                     | ۱                     | ۰                     | ۰                     | _             | _             | _             | _                  | _                  | _                  | ۴۷    | ۳۸    | ۱۲     |
| مجموع آمار   | مجموع آمار | ۵۵۵     | ۵۰۴     | ۱۹۸     | ۸۵              | ۵۹               | ۳۶               | ۱۵۵                | ۱۲۵                | ۳۸                    | ۲۰                    | ۱۴                    | ۵                     | ۴             | ۳             | ۳             | ۵                  | ۵                  | ۱                  | ۷۷۸   | ۶۷۲   | ۲۸۱    |
| باشگاه       | فصل        | لیگ ۱   | لیگ ۱   | لیگ ۱   | جام حذفی فرانسه | جام حذفی فرانسه  | جام حذفی فرانسه  | لیگ قهرمانان اروپا | لیگ قهرمانان اروپا | لیگ قهرمانان اروپا    | سوپرجام فرانسه        | سوپرجام فرانسه        | سوپرجام فرانسه        | سوپرجام اروپا | سوپرجام اروپا | سوپرجام اروپا | جام باشگاه‌های جهان | جام باشگاه‌های جهان | جام باشگاه‌های جهان | مجموع | مجموع | مجموع  |
| باشگاه       | فصل        | بازی    | گل      | پاس گل  | بازی            | گل               | پاس گل           | بازی               | گل                 | پاس گل                | بازی                  | گل                    | پاس گل                | بازی          | گل            | پاس گل        | بازی               | گل                 | پاس گل             | بازی  | گل    | پاس گل |
| پاری سن-ژرمن | ۲۰۲۱–۲۰۲۲  | ۲۶      | ۶       | ۱۵      | ۱               | ۰                | ۰                | ۷                  | ۵                  | ۰                     | _                     | _                     | _                     | _             | _             | _             | _                  | _                  | _                  | ۳۴    | ۱۱    | ۱۵     |
| پاری سن-ژرمن | ۲۰۲۲–۲۰۲۳  | ۳۲      | ۱۶      | ۱۶      | ۱               | ۰                | ۰                | ۷                  | ۴                  | ۴                     | ۱                     | ۱                     | ۰                     | _             | _             | _             | _                  | _                  | _                  | ۴۱    | ۲۱    | ۲۰     |
| مجموع آمار   | مجموع آمار | ۵۸      | ۲۲      | ۳۱      | ۲               | ۰                | ۰                | ۱۴                 | ۹                  | ۴                     | ۱                     | ۱                     | ۰                     | _             | _             | _             | _                  | _                  | _                  | ۷۵    | ۳۲    | ۳۵     |
| باشگاه       | فصل        | ام‌ال‌اس  | ام‌ال‌اس  | ام‌ال‌اس  | ام‌ال‌اس          | پلی‌آف جام ام‌ال‌اس | پلی‌آف جام ام‌ال‌اس | پلی‌آف جام ام‌ال‌اس   | پلی‌آف جام ام‌ال‌اس   | جام قهرمانان کونکاکاف | جام قهرمانان کونکاکاف | جام قهرمانان کونکاکاف | جام قهرمانان کونکاکاف | لیگز کاپ      | لیگز کاپ      | لیگز کاپ      | یو.اس. اپن کاپ     | یو.اس. اپن کاپ     | یو.اس. اپن کاپ     | مجموع | مجموع | مجموع  |
| باشگاه       | فصل        | بازی    | گل      | پاس گل  | پاس گل          | بازی             | گل               | پاس گل             | پاس گل             | بازی                  | بازی                  | گل                    | پاس گل                | بازی          | گل            | پاس گل        | بازی               | گل                 | پاس گل             | بازی  | گل    | پاس گل |
| اینتر میامی  | ۲۰۲۳       | ۶       | ۱       | ۲       | ۲               | _                | _                | _                  | _                  | _                     | _                     | _                     | _                     | ۷             | ۱۰            | ۱             | ۱                  | ۰                  | ۲                  | ۱۴    | ۱۱    | ۵      |
| اینتر میامی  | ۲۰۲۴       | ۱۹      | ۲۰      | ۱۰      | ۱۰              | ۳                | ۱                | ۱                  | ۱                  | ۳                     | ۳                     | ۲                     | ۲                     | _             | _             | _             | _                  | _                  | _                  |       |       |        |
|              | ۲۳         | ۱۳      |         |         |                 |                  |                  |                    |                    |                       |                       |                       |                       |               |               |               |                    |                    |                    |       |       |        |
| مجموع آمار   | مجموع آمار | ۲۵      | ۲۱      | ۱۲      | ۱۲              | ۳                | ۱                | ۱                  | ۱                  | ۳                     | ۳                     | ۲                     | ۲                     | ۷             | ۱۰            | ۱             | ۱                  | ۰                  | ۲                  | ۳۹    | ۳۴    | ۲۸     |
| اینتر میامی  | ۲۰۲۵       | ۴       | ۳       | ۰       | ۰               | ۵                | ۵                | ۰                  | ۰                  | ۹                     | ۸                     |                       |                       |               |               |               |                    |                    |                    |       |       |        |

### ملی
به‌روزرسانی در ۲ ژوئن ۲۰۲۵
| تیم ملی         | سال   | بازی | گل  | پاس گل |
| --------------- | ----- | ---- | --- | ------ |
| آرژانتین زیر ۲۰ | ۲۰۰۴  | ۲    | ۳   | ۰      |
| آرژانتین زیر ۲۰ | ۲۰۰۵  | ۱۶   | ۱۱  | ۲      |
| مجموع           | مجموع | ۱۸   | ۱۴  | ۲      |
| آرژانتین زیر ۲۳ | ۲۰۰۸  | ۵    | ۲   | ۳      |
| مجموع           | مجموع | ۵    | ۲   | ۳      |
| آرژانتین        | ۲۰۰۵  | ۵    | ۰   | ۲      |
| آرژانتین        | ۲۰۰۶  | ۷    | ۲   | ۲      |
| آرژانتین        | ۲۰۰۷  | ۱۴   | ۶   | ۴      |
| آرژانتین        | ۲۰۰۸  | ۸    | ۲   | ۲      |
| آرژانتین        | ۲۰۰۹  | ۱۰   | ۳   | ۱      |
| آرژانتین        | ۲۰۱۰  | ۱۰   | ۲   | ۱      |
| آرژانتین        | ۲۰۱۱  | ۱۳   | ۴   | ۹      |
| آرژانتین        | ۲۰۱۲  | ۹    | ۱۲  | ۱      |
| آرژانتین        | ۲۰۱۳  | ۷    | ۶   | ۴      |
| آرژانتین        | ۲۰۱۴  | ۱۴   | ۸   | ۴      |
| آرژانتین        | ۲۰۱۵  | ۸    | ۴   | ۳      |
| آرژانتین        | ۲۰۱۶  | ۱۱   | ۸   | ۶      |
| آرژانتین        | ۲۰۱۷  | ۷    | ۴   | ۰      |
| آرژانتین        | ۲۰۱۸  | ۵    | ۴   | ۳      |
| آرژانتین        | ۲۰۱۹  | ۱۰   | ۵   | ۲      |
| آرژانتین        | ۲۰۲۰  | ۴    | ۱   | ۰      |
| آرژانتین        | ۲۰۲۱  | ۱۶   | ۹   | ۵      |
| آرژانتین        | ۲۰۲۲  | ۱۴   | ۱۸  | ۶      |
| آرژانتین        | ۲۰۲۳  | ۸    | ۸   | ۱      |
| آرژانتین        | ۲۰۲۴  | ۱۱   | ۶   | ۲      |
| مجموع           | مجموع | ۱۹۱  | ۱۱۲ | ۵۸     |

## جوایز
=== باشگاهی === (۴۶) قهرمانی{رکورد} 
بارسلونا
- لا لیگا (۱۰ قهرمانی): ۵–۲۰۰۴، ۶–۲۰۰۵، ۹–۲۰۰۸، ۱۰–۲۰۰۹، ۱۱–۲۰۱۰، ۱۳–۲۰۱۲، ۱۵–۲۰۱۴، ۱۶–۲۰۱۵، ۱۸–۲۰۱۷، ۱۹–۲۰۱۸
- کوپا دل ری (۷ قهرمانی): ۲۰۰۸/۹، ۲۰۱۱/۱۲، ۲۰۱۴/۱۵، ۲۰۱۵/۱۶، ۲۰۱۶/۱۷، ۲۰۱۸/۱۹، ۲۰۲۰/۲۱
- سوپرجام اسپانیا (۸ قهرمانی):۲۰۰۵، ۲۰۰۶، ۲۰۰۹، ۲۰۱۰، ۲۰۱۱، ۲۰۱۳، ۲۰۱۶، ۲۰۱۸
- لیگ قهرمانان اروپا (۴ قهرمانی): ۰۶–۲۰۰۵، ۰۹–۲۰۰۸، ۱۱–۲۰۱۰، ۱۵–۲۰۱۴
- سوپرجام اروپا (۳ قهرمانی): ۲۰۰۹، ۲۰۱۱، ۲۰۱۵
- جام باشگاه‌های جهان (۳ قهرمانی): ۲۰۰۹، ۲۰۱۱، ۲۰۱۵

پاری سن-ژرمن
- لیگ ۱ (۲ قهرمانی): ۲۲–۲۰۲۱، ۲۳–۲۰۲۲
- سوپرجام فرانسه (۱ قهرمانی): ۲۰۲۲

اینتر میامی
- جام لیگ‌ها (۱ قهرمانی): ۲۰۲۳
- ساپورترز شیلد (۱ قهرمانی): ۲۰۲۴

### ملی
آرژانتین
- جام جهانی (۱ قهرمانی): ۲۰۲۲
- جام جهانی زیر ۲۰ سال (۱ قهرمانی): ۲۰۰۵
- بازی‌های المپیک تابستانی (۱ قهرمانی): ۲۰۰۸
- کوپا آمریکا (۲ قهرمانی): ۲۰۲۱، ۲۰۲۴
- فینالیسیما (۱ قهرمانی): ۲۰۲۲

### شخصی
فردی
- توپ طلای فیفا: ۲۰۰۹، ۲۰۱۰، ۲۰۱۱، ۲۰۱۲، ۲۰۱۵ یا توپ طلا: ۲۰۱۹، ۲۰۲۱، ۲۰۲۳[۱۵۷]
- بازیکن سال فوتبال جهان: ۲۰۰۹[۱۵۷]
- بهترین بازیکن مرد فیفا: ۲۰۱۹،[۱۵۷] ۲۰۲۲،[۱۵۸] ۲۰۲۳
- کفش طلای اروپا: ۱۰–۲۰۰۹، ۱۲–۲۰۱۱، ۱۳–۲۰۱۲، ۱۷–۲۰۱۶، ۱۸–۲۰۱۷، ۱۹–۲۰۱۸[۱۵۷]
- توپ طلای جام جهانی: ۲۰۱۴، ۲۰۲۲[۱۵۷]
- کفش نقره‌ای جام جهانی: ۲۰۲۲
- توپ طلای جام باشگاه‌های جهان: ۲۰۰۹، ۲۰۱۱
- آقای گل جام باشگاه‌های جهان: ۲۰۱۱
- توپ طلای جام جهانی زیر ۲۰ سال فیفا: ۲۰۰۵
- کفش طلای جام جهانی زیر ۲۰ سال فیفا: ۲۰۰۵
- بهترین بازیکن فینالیسیما: ۲۰۲۲[۱۵۹]
- بهترین بازیکن کوپا آمریکا: ۲۰۱۵، ۲۰۲۱
- آقای گل کوپا آمریکا: ۲۰۲۱
- آقای گل لیگ قهرمانان اروپا: ۰۹–۲۰۰۸، ۱۰–۲۰۰۹، ۱۱–۲۰۱۰، ۱۲–۲۰۱۱، ۱۵–۲۰۱۴، ۱۹–۲۰۱۸[۱۶۰]
- بهترین بازیکن فصل لا لیگا: ۰۹–۲۰۰۸، ۱۰–۲۰۰۹، ۱۱–۲۰۱۰، ۱۲–۲۰۱۱، ۱۳–۲۰۱۲، ۱۵–۲۰۱۴، ۱۷–۲۰۱۶، ۱۸–۲۰۱۷، ۱۹–۲۰۱۸[۱۶۱][۱۶۲][۱۶۳][۱۶۴][۱۶۵][۱۶۶][۱۶۷]
- جایزه پیچیچی: ۱۰–۲۰۰۹، ۱۲–۲۰۱۱، ۱۳–۲۰۱۲، ۱۷–۲۰۱۶، ۱۸–۲۰۱۷، ۱۹–۲۰۱۸، ۲۰–۲۰۱۹، ۲۱–۲۰۲۰
- جایزه لوریوس برای ورزشکار مرد سال: ۲۰۲۰، ۲۰۲۳[۱۵۷]
- بازیکن سال فوتبال آرژانتین: ۲۰۰۵، ۲۰۰۷، ۲۰۰۸، ۲۰۰۹، ۲۰۱۰، ۲۰۱۱، ۲۰۱۲، ۲۰۱۳، ۲۰۱۵، ۲۰۱۶، ۲۰۱۷، ۲۰۱۹، ۲۰۲۰، ۲۰۲۱، ۲۰۲۲[۱۵۷][۱۶۱]
- [[فدراسیون بین‌المللی تاریخ و آمار فوتبال#بهترین بازی‌ساز جهان از نگاه آی‌اف‌اف‌اچ‌اس[۵][۶]|بهترین بازی‌ساز مرد جهان]] از دید فدراسیون بین‌المللی تاریخ و آمار فوتبال: ۲۰۱۵، ۲۰۱۶، ۲۰۱۷، ۲۰۱۹، ۲۰۲۲[۱۶۸]
- بهترین بازیکن باشگاهی سال یوفا: ۲۰۰۹[۱۶۹]
- بهترین بازیکن مرد سال یوفا: ۲۰۱۱، ۲۰۱۵
- بهترین گل فصل یوفا: ۱۵–۲۰۱۴، ۱۶–۲۰۱۵، ۱۹–۲۰۱۸، ۲۳–۲۰۲۲[۱۷۰][۱۷۱]
- بهترین مهاجم سال یوفا: ۲۰۰۹، ۲۰۱۹[۱۷۲][۱۷۳]